# Нефтяник (стадион, Ахтырка)
«Нефтяник» (укр. Нафтовик) — футбольный стадион в городе Ахтырка Сумская область. Стадион является домашней ареной для клуба Первой лиги «Нефтяник-Укрнефть». Вместимость 5256 зрителей.
На «Нефтянике» было проведено более 300 матчей в разных лигах первенства Украины.
Во время матча 20 апреля 2008 года между «Нефтяником-Укрнефть» и киевским «Динамо» произошли стычки между фанатами команд, в результате чего на 89-й минуте матч остановили на 20 минут, 12 киевских фанатов было арестовано. В январе 2009 года за этот инцидент с «Нефтяника-Укрнефть» было снято 3 очка в турнирной таблице.